# Stony Creek
Stony Creek är en ort i Australien. Den ligger i kommunen Moreton Bay och delstaten Queensland, omkring 68 kilometer nordväst om delstatshuvudstaden Brisbane. Antalet invånare är 319.
Runt Stony Creek är det glesbefolkat, med 10 invånare per kvadratkilometer.. Närmaste större samhälle är Woodford, nära Stony Creek. 
Omgivningarna runt Stony Creek är en mosaik av jordbruksmark och naturlig växtlighet. Genomsnittlig årsnederbörd är 1 446 millimeter. Den regnigaste månaden är januari, med i genomsnitt 281 mm nederbörd, och den torraste är september, med 33 mm nederbörd.